# Кисидугу

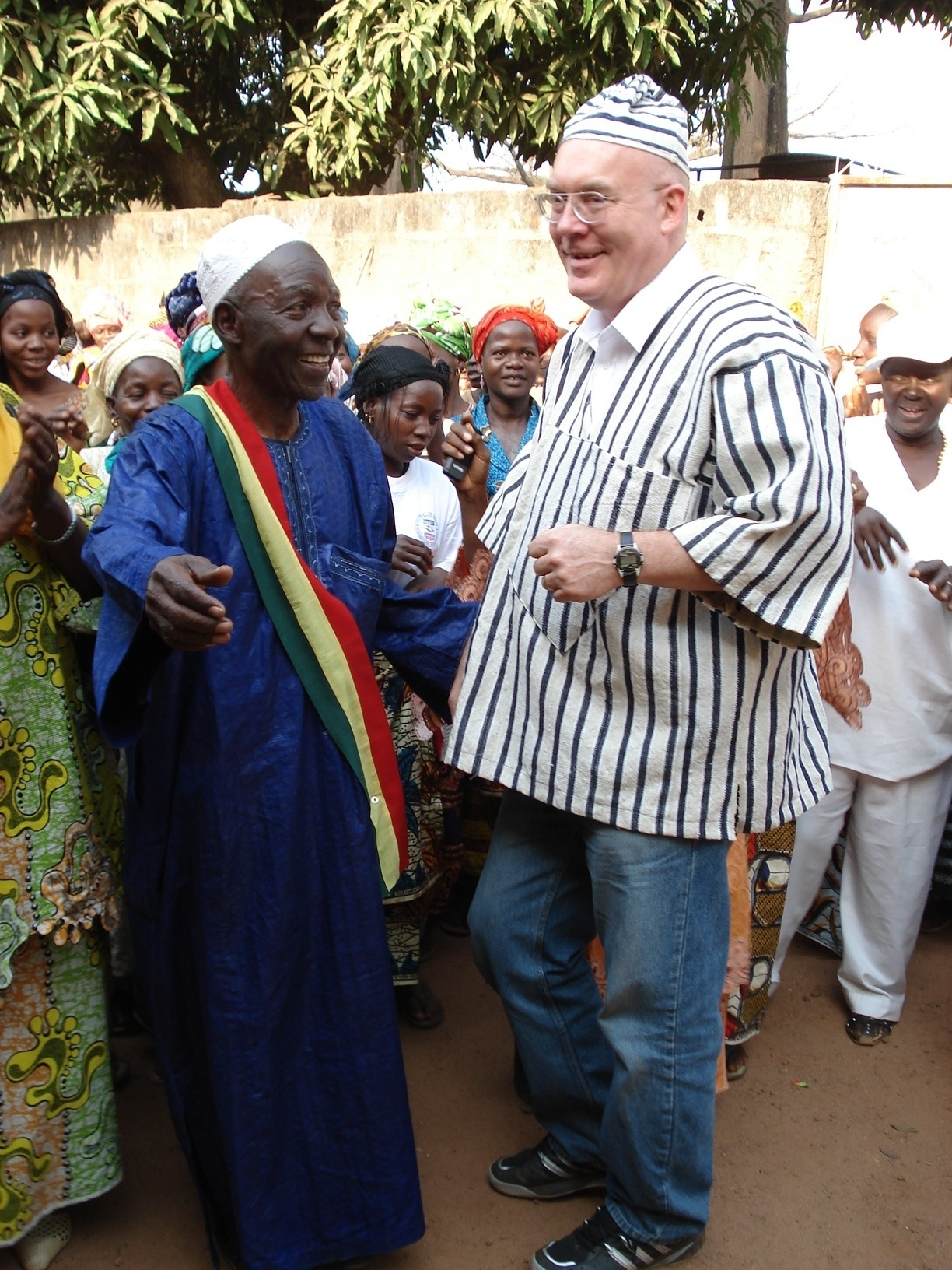
Пол Кейта — мэр Кисидугу.

Кисиду́гу (фр. Kissidougou) — город на юге Гвинеи. Является административным центром префектуры Кисидугу. Слово «Кисидугу» означает «убежище» на языке кисси. В городе имеется аэропорт.

## Общая информация
Первое поселение на территории Кисидугу появилось в XVIII веке. Собственно город был основан французскими колонизаторами в 1890 году. Кисидугу известен в стране благодаря плантациям, на которых выращивают кофе и орех колу, и обширным окрестным лесам. К другим достопримечательностям относятся музей, местная футбольная команда и большой мост. Хотя местный рынок работает 7 дней в неделю, особенно оживлён он бывает по вторникам.
Музыкант Мори Канте родом из Кисидугу.

## Население
Вследствие нарастания вооружённых конфликтов в Сьерра-Леоне и Либерии, в конце 2000 года в Кисидугу бежало множество людей из города Гекеду. В городе проживает множество самых разных национальностей, в том числе малинке и фульбе. крупнейшая этническая группа — киса. Также в регионе проживает много представителей народа тома, особенно между городами Кисидугу и Масента.
По данным на 2013 год численность населения города составляла 148 584 человека.
Динамика численности населения города по годам:
| 1982   | 1996   | 2013    |
| ------ | ------ | ------- |
| 40 400 | 66 028 | 148 584 |

## Кризис беженцев
В течение 1990-х годов правительство Гвинеи в содействии Управлением Верховного комиссара ООН по делам беженцев оказывали международную поддержку и помощь сьерралеонцам и либерийцам, бежавшим через южную границу Гвинеи. Серии пограничных конфликтов, имевших место в декабре 2000 и январе 2001 годов, привели к серьёзному росту численности беженцев. Многие бежали в Лесной регион — в Кисидугу и Нзерекоре. В феврале 2001 беженцы были перемещены из временных лагерей в Гекеду и Фаране в новые лагеря в суб-префектуре Кисидугу Албадария.
В течение 2001 года в Гвинею бежало около 400 000 человек, многие осели в Кисидугу. Этот огромный наплыв беженцев из Сьерра-Леоне доставил немало хлопот как правительству Гвинеи, так и международным благотворительным организациям в вопросах обеспечения всех нормальным убежищем. Было получено множество сообщений об изнасилованиях, имевших место несмотря на помощь, оказываемую международными организациями.